# Медведиця (притока Дону)
Медве́диця (рос. Медведица) — річка в Саратовській та Волгоградській областях Росії. Впадає у річку Дон, із лівого берега, і належить до її водного басейну.

## Географія
Річка бере свій початок із двох невеликих струмків, за 4 км на схід від села Старі Бураси, Базарно-Карабулацького району, на півночі Саратовської області, на висоті 247 м. У верхів'ї тече в західному напрямку, а після міста Петровськ повертає на південний захід і в основному в цьому напрямку тече аж до впадіння в річку Дон, за винятком ділянки в середній течії (Калінінський район) де вона звиваючись тече на південь — південний-схід. Впадає у річку Дон, з лівого берега за 2 км нижче хутора Ярський 2-й Серафимовицького району Волгоградської області, на висоті 47 м.
Довжина річки 745 км, площа басейну — 34700 км². Повне падіння рівня русла річки становить 200 м, що відповідає похилу — 0,27 м/км. На всій протяжності русло має рівнинний характером течії. Швидкість у верхній течії коливається у межах 0,1-0,3 м/с, в середній — 0,4-0,5 м/с, в нижній — зменшується до 0,3 м/с. Ширина русла в середній течії 37-66 м, глибина — 0,7-1,5 м; в нижній течії ширина доходить до 80-110 м, а глибина — до 1,7-3,0 м.

## Гідрологія
Живлення річки переважно снігове, менше — дощове. Замерзає наприкінці листопада — на початку грудня і залишається під крижаним покривом до кінця березня — початку квітня.
За період спостереження протягом 55 років (1927–1985) на станції у станиці Арчединській за 66 км від гирла, середньорічна витрата води річки становила 60,3 м³/с (за іншими даними — 69 м³/с) для водного басейну 33700 км², що становить понад 97 % загальної площі басейну річки. Величина прямого стоку в цілому по цій частині басейну становила — 56,5 міліметра на рік.
За період спостереження встановлено, мінімальний середньомісячний стік становив 15,9 м³/с (у грудні), що становить менше 5 % максимального середньомісячного стоку, який відбувається у червні місяці та становить — 350 м³/с і вказує на доволі велику амплітуду сезонних коливань.
За період спостереження, абсолютний мінімальний місячний стік (абсолютний мінімум) становив 6,03 м³/с (у січні 1939 року), абсолютний максимальний місячний стік (абсолютний максимум) становив 917 м³/с (у квітні 1946 року).

## Притоки
Річка Кіренга приймає понад три десятки приток, довжиною понад 10 км. Найбільших із них, довжиною понад 50 км — 10 (від витоку до гирла):
| Назва притоки           | Довжина,(км) | Площа водозбірного басейну, (км²) | Відстань від гирла Ведмедиці, (км) | Витрата води,(м³/с) |
| ліві притоки            | ліві притоки | ліві притоки                      | ліві притоки                       | ліві притоки        |
| ----------------------- | ------------ | --------------------------------- | ---------------------------------- | ------------------- |
| Великий Калишлей        | 54           | 651                               | 555                                |                     |
| Ідолга                  | 91           | 1120                              | 512,9                              |                     |
| Карамиш                 | 147          | 3380                              | 421                                |                     |
| Березова                | 59           | 1030                              | 176                                |                     |
| Арчеда (Арчада)         | 162          | 2050                              | 69                                 | 2,05 (в гирлі)      |
| праві притоки           |              |                                   |                                    |                     |
| Аткара (Еткара, Іткара) | 106          | 1000                              | 548                                |                     |
| Бєлгаза (Бєлгоза)       | 68           | 663                               | 496                                |                     |
| Баланда                 | 164          | 1900                              | 447                                |                     |
| Терса                   | 249          | 8810                              | 308                                | 5,6 (120 км)        |
| Тишанка                 | 59           | 818                               | 102                                |                     |

## Населенні пункти
Басейн і береги річки доволі густо заселенні. На берегах розташовані десятки, в основному, невеликих населених пункти, а найбільші із них (від витоку до гирла); міста: Петровськ, Аткарськ, смт. Лисі Гори, село Медведиця, місто Жирновськ, смт. Линьове, село Нижня Добринка, пгт.: Ведмедицьке, Красний Яр, село Лопуховка, станиця Островська, смт. Данилівка, станиці: Березівка, Сергієвська, місто Михайлівка, село Безим'янка, станиці: Арчединська, Глазуновська.

## Галерея
| Медведиця в Аткарську | Медведиця в Лопуховці | Медведиця неподалік гирла | Медведиця поблизу Озерного |